# Megvetés
A megvetést nem sorolják Paul Ekman hat alapvető érzelme közé, melyek a következők: harag, undor, félelem, boldogság, szomorúság, és meglepődés. A megvetés undor és harag keverékéből áll.
Robert C. Solomon a megvetést a haraggal és a nehezteléssel rokon fogalomként határozza meg, majd azt állítja, hogy a három alapvető különbsége az, hogy a neheztelés olyan harag, amely magasabb státuszú személy ellen irányul; a harag egyenlő státuszú személy felé irányul; és a megvetés pedig alacsonyabb státuszú személy felé irányul.

## Kulturális összefüggések

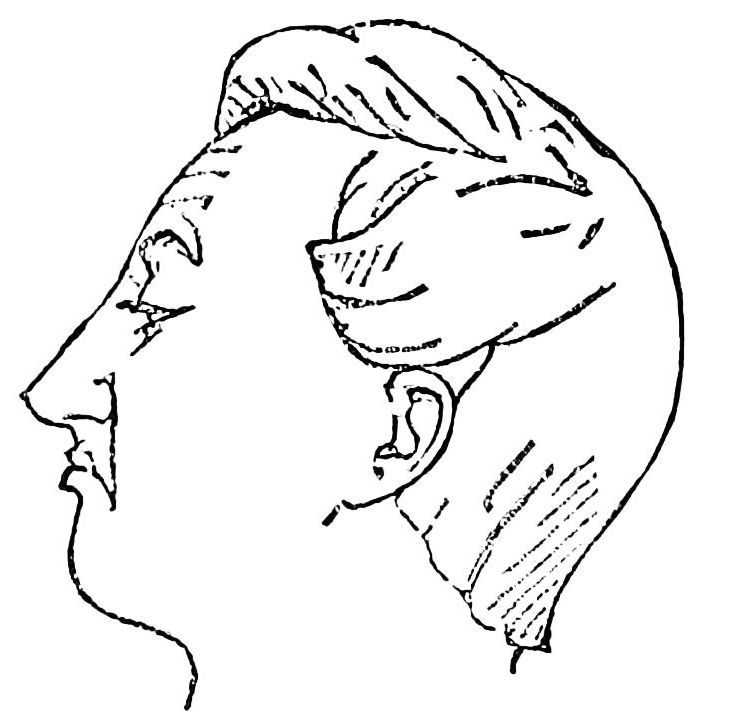
megvetés arckifejezése

Ekman és Friesen (1986) pontos arckifejezést társított a megvetéshez, amely tíz különböző kultúrában megjelenik, mind nyugati, mind nemnyugati kultúrában egyaránt. Ebben a tanulmányban Nyugat-Szumátra, Indonézia állampolgárainak, amerikai, japán, és indonéziai személyek képeit mutatták. Az, hogy képesek voltak felismerni az arckifejezéseket, a hat alapvető érzelem: a harag, undor, boldogság, szomorúság, félelem, vagy meglepődés mellett, azt mutatta meg, hogy kultúrákon keresztülívelően világszerte értik a megvetés fogalmát.

## Karakter
Paul Ekman széles körben elismert pszichológus hat olyan érzelmet talált amely univerzálisan felismerhető: haragot, undort, félelmet, örömöt, szomorúságot és meglepődést. A megvetésre vonatkozóan kevésbé nyilvánvaló eredményei voltak, de képes volt bizonyítékkal szolgálna arra, hogy ez az érzelem és annak kifejezése világszerte felismerhető.
Az 1990-es években Ekman az érzelmek kibővített listájával állt elő, ezúttal a lista tartalmazta a megvetést is.

## Meghatározó tényezők
A megvetésnek öt tényezője van. A megvetés magában foglalja az ítélkezést a megvetés tárgya felé. A megvetés egészen pontosan olyan ítélettel jár együtt, amely olyan morális vagy személyes hibára koncentrál, amely miatt egy olyan interperszonális színvonalat nem képes képviselni, amely a megvető számára fontos. Nem feltétlenül direkt módon teszi ezt, hanem a társadalmi státusz miatt következhet be. Emiatt a státuszkülönbség miatt a megvető beskatulyázza a megvetettet egy értéktelen kategóriába, mivel ő nem képes egy interperszonális színvonalat képviselni. Ennélfogva a megvetés egy válasz az interperszonális színvonal képviselésének képtelenségére. A megvetés egy magatartásformára is utal, amely kifejezése egy kellemetlen érzéssel jár együtt. Viszont a megvetést egy undorhoz közeli érzésként is, de akár hűvös távolságtartásként is lehetséges érezni.
A megvetésnek bizonyos összehasonlító összetevője is van. David Hume tanulmányai alapján ő úgy határozza meg a megvetést, mint egy "rossz tulajdonságok" felismerését a másikban, és emellett párhuzamosan önmagunkkal hasonlítjuk össze a másik embert. Emiatt a reflexív tényező miatt a megvetés egyfajta pozitív érzéssel is együtt jár a megvetőben, hiszen önmagával kapcsolatban pozitívan érez. A megvetés karakteréhez hozzátartozik a távolságtartás attól aki felé a megvetést érezzük. Ez a pszichológiai eltávolodás lényegi kifejezése annak, hogy nem azonosulunk a megvetés tárgyával, és ez megakadályozza szimpatikus érzések táplálását irányába. (Hume, 2002, 251) A megvetés egyfajta negatív és összehasonlító érzés, ami azt érezteti az érzővel, hogy a megvetés tárgya nem képes olyan interperszonális színvonal elérésére, ami a megvető részéről fontos volna. Ez a hozzáállás pszichológiai visszavonulást jelez a megvetés tárgyától.

## Fordítás
- Ez a szócikk részben vagy egészben  a   Contempt című angol Wikipédia-szócikk ezen változatának fordításán alapul.  Az eredeti cikk szerkesztőit annak laptörténete sorolja fel. Ez a jelzés csupán a megfogalmazás eredetét és a szerzői jogokat jelzi, nem szolgál a cikkben szereplő információk forrásmegjelöléseként.